# Saint-Quentin-la-Poterie
Saint-Quentin-la-Poterie ist eine Gemeinde mit 3110 Einwohnern (Stand 1. Januar 2022) in Frankreich im Département Gard in der Region Okzitanien. 
Seine Einwohner werden Saint-Quentinois(e) genannt.

## Lage
Der Ort liegt etwa fünf km nördlich von Uzès und rund 30 km nördlich von Nîmes. Das Gemeindegebiet wird vom Fluss Alzon durchquert.

## Geschichte
Seit dem 12. oder 13. Jahrhundert wird Töpferei betrieben, seit dem 19. Jahrhundert auch die Herstellung von Ton- und Meerschaumpfeifen. Saint-Quentin erhielt den Namenszusatz La Poterie (die Töpferei) 1886 durch ein Dekret des Staatspräsidenten Jules Grévy, um es von den 142 anderen französischen Dörfern mit dem Namen Saint-Quentin zu unterscheiden. Nach einer Zeit des Niedergangs wurde die Töpferei seit 1983 wieder zum Leben erweckt und in einem Musée de la Poterie Méditerranéenne dargestellt.

### Bevölkerungsentwicklung
| Jahr                       | 1962 | 1968 | 1975 | 1982 | 1990 | 1999 | 2008 | 2017 |
| Einwohner                  | 1349 | 1356 | 1510 | 1753 | 2290 | 2731 | 2914 | 3054 |
| Quellen: Cassini und INSEE |      |      |      |      |      |      |      |      |

## Persönlichkeiten
- Joseph Monier (1823–1906), einer der wichtigsten Erfinder des Eisenbetons, wurde in Saint-Quentin-la-Poterie geboren.
- Arnulf Letto (* 1932), deutscher Maler, lebt heute in Saint-Quentin-la-Poterie.